# UFC 157
UFC 157: Rousey vs. Carmouche è stato un evento di arti marziali miste organizzato dalla Ultimate Fighting Championship che si è tenuto il 23 febbraio 2013 all'Honda Center di Anaheim, Stati Uniti.

## Retroscena
Questo evento, grazie all'incontro tra Liz Carmouche e Ronda Rousey, ha visto combattere per la prima volta nella storia dell'UFC lottatrici femmine; l'evento stesso venne premiato Headline of the Year ai Fighters Only World MMA Awards del 2013 in qualità di evento più importante dell'anno per le arti marziali miste femminili.
Manny Gamburyan avrebbe dovuto affrontare Chad Mendes ma venne fermato da un infortunio al gomito e saltò l'incontro; in seguito non fu possibile trovare un sostituto adeguato e il match saltò, di conseguenza l'incontro tra Court McGee e Josh Neer venne spostato dalla card preliminare a quella principale.

## Risultati

### Card Preliminare
- Incontro categoria Catchweight (175,8 libbre):  Nah-Shon Burrell contro  Yuri Villefort

Burrell sconfisse Villefort per decisione unanime (29-28, 29-28, 30-27).
- Incontro categoria Pesi Welter:  Neil Magny contro  Jon Manley

Magny sconfisse Manley per decisione unanime (30-27, 30-27, 29-28).
- Incontro categoria Pesi Welter:  Kenny Robertson contro  Brock Jardine

Robertson sconfisse Jardine per sottomissione (kneebar) a 2:57 del primo round.
- Incontro categoria Pesi Leggeri:  Sam Stout contro  Caros Fodor

Stout sconfisse Fodor per decisione divisa (28-29, 29-28, 29-28).
- Incontro categoria Pesi Piuma:  Dennis Bermudez contro  Matt Grice

Bermudez sconfisse Grice per decisione divisa (29-28, 28-29, 29-28).
- Incontro categoria Pesi Leggeri:  Michael Chiesa contro  Anton Kuivanen

Chiesa sconfisse Kuivanen per sottomissione (strangolamento da dietro) a 2:29 del secondo round.
- Incontro categoria Pesi Massimi:  Brendan Schaub contro  Lavar Johnson

Schaub sconfisse Johnson per decisione unanime (30-27, 30-27, 30-27).

### Card Principale
- Incontro categoria Pesi Welter:  Josh Koscheck contro  Robbie Lawler

Lawler sconfisse Koscheck per KO Tecnico (pugni) a 3:57 del primo round.
- Incontro categoria Pesi Welter:  Court McGee contro  Josh Neer

McGee sconfisse Neer per decisione unanime (30-27, 30-27, 30-27).
- Incontro categoria Pesi Gallo:  Urijah Faber contro  Ivan Menjivar

Faber sconfisse Menjivar per sottomissione (strangolamento da dietro) a 4:34 del primo round.
- Incontro categoria Pesi Mediomassimi:  Dan Henderson contro  Lyoto Machida

Machida sconfisse Henderson per decisione divisa (28-29, 29-28, 29-28).
- Incontro per il titolo dei Pesi Gallo Femminili:  Ronda Rousey (c) contro  Liz Carmouche

Rousey sconfisse Carmouche per sottomissione (armbar) a 4:49 del primo round e mantenne il titolo dei pesi gallo femminili.

## Premi
I seguenti lottatori sono stati premiati con un bonus di 50.000 dollari:
- Fight of the Night:  Dennis Bermudez contro  Matt Grice
- Knockout of the Night:  Robbie Lawler
- Submission of the Night:  Kenny Robertson